# Święte (powiat koniński)
Święte – wieś w Polsce położona w województwie wielkopolskim, w powiecie konińskim, w gminie Kramsk.
Święte wraz z wsią Żrekie tworzą sołectwo Święte. W latach 1975–1998 miejscowość położona była w województwie konińskim.